# بوسه‌های بیهوده
بوسه‌های بیهوده (به انگلیسی: Useless Kisses) نام چهارمین آلبوم خواننده و آهنگساز ایرانی محسن نامجو است که در خارج از ایران ساخته و منتشر شده‌است.
اولین آهنگ آلبوم به نام «باقالی» در ۲۲ ژانویه در آیتیونز منتشر شد. بوسه‌های بیهوده در ساعت یک بامداد ۱۳ فوریه ۲۰۱۱ میلادی در آیتونز برای دانلود منتشر شد.

## لیست آهنگ‌ها
1. رؤیای آفتاب (پاره ی اول)
2. رؤیای آفتاب (پاره ی دوم)
3. نادیده رخت
4. شورانگیز
5. عطرت
6. آریزونا
7. تانگو
8. مرغ تخم طلا
9. کوته نگاره
10. لولیتا
11. لاله
12. آفت
13. آتش
14. ترانه های روشن مرداب
15. کشاله ها
16. باقالی
17. هفتت